# Штакельберг, Александр Александрович
Александр Александрович Штакельберг (10 [22] апреля 1897, Санкт-Петербург, Российская империя — 23 ноября 1975, Москва, СССР) — советский энтомолог, основатель отечественной школы диптерологии, профессор. В течение почти 40 лет был членом Президиума Всесоюзного энтомологического общества при Академии наук СССР (с 1962 года — Почётный президент), в течение 20 лет — главным редактором журнала Энтомологическое обозрение (ЗИН РАН, Санкт-Петербург).

## Биография
Родился 10 (22) апреля 1897 года в Санкт-Петербурге. Отец — Александр Павлович Штакельберг (1869—1932) — юрист, управляющий делами Академии наук. В 1916 году с серебряной медалью закончил гимназию Карла Мая. В 1920 году окончил Петроградский университет
В 1920—1942 годах работал в Зоологическом музее АН СССР. В июле 1938 года арестован НКВД, 4 января 1940 года выпущен без суда.
С 1940 года— профессор; в 1942—1948 годах — заведующий отделом энтомологии Зоомузея АН СССР.
В 1960—1965 годах был заведующим лабораторией систематики Зоологического института АН СССР. С 1962 года — почётный президент Всесоюзного энтомологического общества при Академии наук СССР.
Умер 23 ноября 1975 года.

## Основные труды
Автор 276 научных работ, среди которых серия определителей двукрылых насекомых (2 книги из 5-го тома Определители насекомых европейской части СССР). Штакельбергом изданы классические исследования в области систематики и фаунистики двукрылых, в частности по кровососущим комарам и мухам. В честь заслуг Штакельберга его именем названы множество видов и родов животных и одно семейство двукрылых. Внёс существенный вклад в решение проблемы ликвидации малярии в нашей стране во время работы вместе с академиком Е. Н. Павловским в организации и работе Малярийной комиссии (1924). Совершил экспедиции и исследования на Дальнем Востоке, в Средней Азии, в некоторых тропических странах, в отдельных районах Арктики.
Созданная в Зоологическом институте в 1920-х-1930-х гг Штакельбергом диптерологическая школа имела общенациональный масштаб, отсюда координировалась и направлялась подготовка специалистов в этой области и все исследования двукрылых насекомых в стране.
А. А. Штакельберг был организатором и редактором нескольких продолжающихся и серийных изданий Зоологического института РАН, таких как Фауна СССР и Определители по фауне СССР.

## Награды
- орден Трудового Красного Знамени (10.06.1945)

### Семья
Жена: Наталия Сергеевна Штакельберг (1897—1978) (урождённая Егорова-Гурская) — историк. Их дети: Наталия Александровна Штакельберг (1921—2005) — патофизиолог, биохимик; Юрий Александрович Штакельберг (1924—1994) — военный врач.